# Buldogue
O buldogue-inglês[Nota] (em inglês:  English Bulldog) é uma raça de cães do tipo buldogue oriunda da Inglaterra. Descende de cães (os antigos-buldogues-ingleses) utilizados para combater touros em um desporto sangrento chamado bull-baiting.

## História

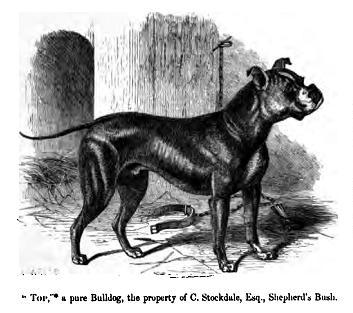
Antigo-buldogue-inglês, ilustração 1859

Sua origem não é muito certa, embora se saiba que até meados do século XVIII seus ancestrais (possíveis descendentes do alão), mais altos e ágeis, eram utilizados em combates contra touros, de onde herdaram a nomeação "bulldog" ("cão de touro"). Quando estes combates (bull-baiting) foram proibidos em 1835, o buldogue quase chegou a extinção. Por volta de 1860, quando as exposições de cães se tornaram populares, o antigo buldogue foi modificado, tornando-se bem mais baixo, com peito mais largo, e focinho achatado com prognatismo mais presente. Algumas fontes relatam que esta mudança de tamanho e modificação do focinho ocorreu devido aos cruzamentos com pug. Este novo buldogue, visto hoje como cão de companhia, sobreviveu devido aos esforços de fiéis criadores. A razão para tal afirmação é a de que interferências em seus cruzamentos, que geraram o mais pequeno físico atual, o impediam de se reproduzir sozinho. Uma das razões disto é o seu curto focinho (com o nariz voltado para cima) que dificulta o resfriamento do ar e leva o animal ao superaquecimento, além de restringir sua energia para acasalar. Seu físico também não o ajudava com os filhotes. As fêmeas não eram bem sucedidas em partos naturais, uma vez que suas pernas tortas, impediam que seus ossos dilatassem a ponto de proporcionar a passagem dos filhotes.

## Temperamento
Sua personalidade é descrita como brincalhona e afetuosa, apesar da face brava. Por ter a tendência a ser preguiçoso, para seus donos mantê-los saudáveis, fortes e evitar problemas respiratórios, é necessário passear com eles ao menos duas vezes ao dia. É teimoso e possessivo, o que dificulta o adestramento; Apesar disto, são excelentes animais para famílias com crianças, pois são sociáveis e sem traços de agressividade.

## Características físicas

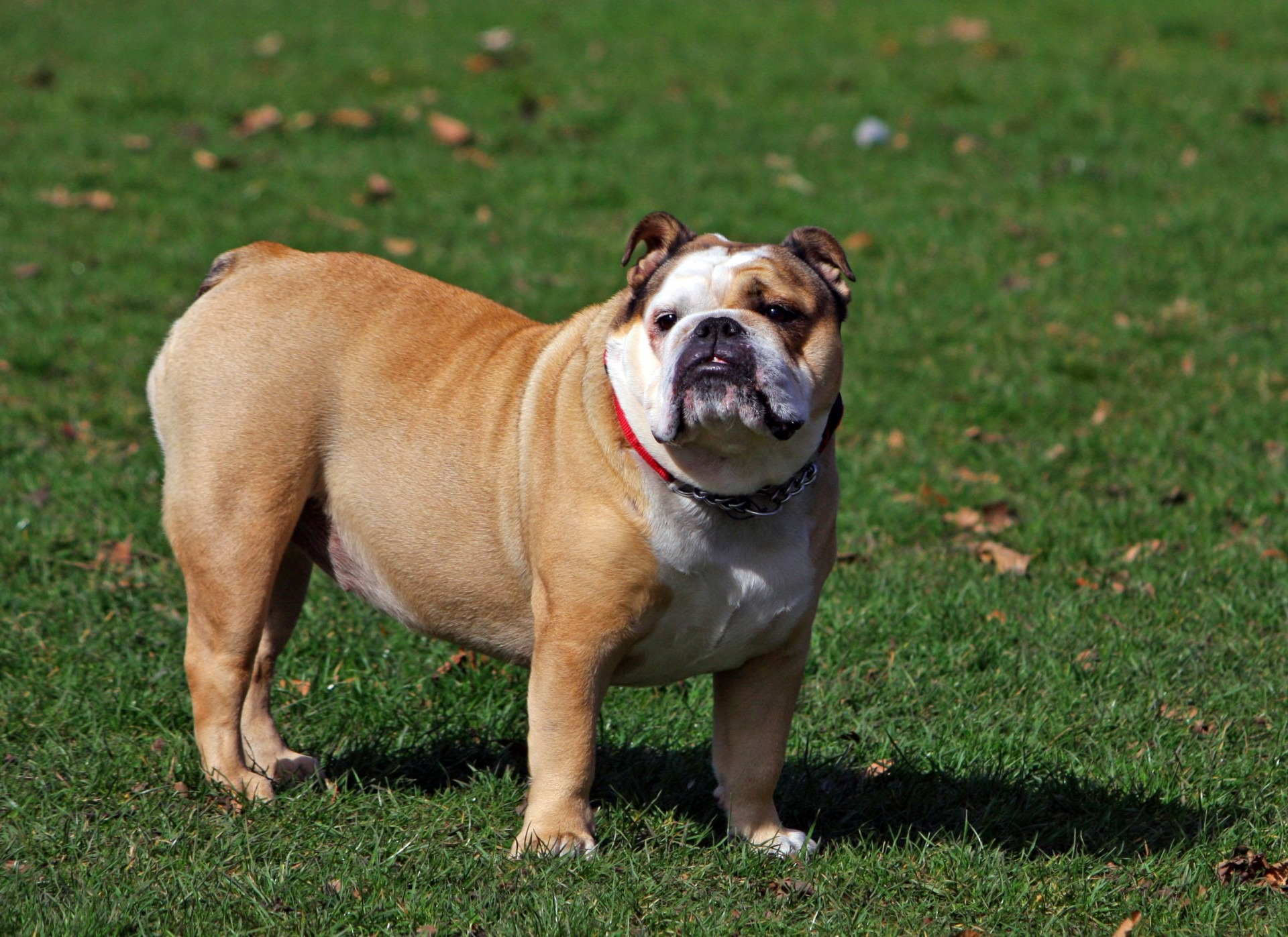
Cão da raça bulldogue inglês, adulto.

Trufa e narinas devem ser grandes, amplas e na cor preta, jamais de cor fígado, vermelha ou marrom. O focinho é achatado e largo, curvando-se para cima e muito profundo do canto do olho ao canto da boca. Possui prognatismo inferior. O pêlo é de textura fina, curto, fechado e liso. Cor de pelagem: Unicolor ou “smut” (com fuligem, isto é, de uma só cor com máscara preta ou focinho preto e um sombreamento na pelagem); Tigrado, fulvo, marrom claro, branco ou malhado (combinação de branco com qualquer das cores precedentes). As cores fígado (chocolate), preto e castanho (tricolor) são altamente indesejáveis. Peso: Machos 25 kg; fêmeas 23 kg. Alturaː Entre 31 e 40 centímetros na altura da cernelha.

## Saúde
Seu físico robusto, diminuto e com rugas, favorece vários problemas nas articulações, olhos e pele, por isso exige cuidados específicos. O Buldogue, por seu focinho achatado, pode apresentar hipertermia, problemas respiratórios e no palato. As fêmeas podem apresentar dificuldades no parto. A raça também pode sofrer com vários tipos de displasia, como a coxofemoral e de cotovelo.

## Legislação
Nos Países Baixos uma lei foi aprovada em 2014 a respeito de criação de cães braquicefálicos. Esta lei neerlandesa proíbe a criação de cães com focinhos muito curtos ou achatados, estabelecendo que os cães devem ter no mínimo o focinho acima de um terço (33%) do comprimento do crânio, e, outras exigências sobre abertura de nariz, profundidade de focinho, sons da respiração, pálpebras, produção de lágrimas, pigmentação da córnea, etc. Além disso, estão sendo implementados testes de desempenho físico para reprodutores. Cerca de vinte raças serão proibidas de se reproduzir se não se adequarem as exigências, entre elas o buldogue inglês. A medida foi estabelecida visando melhorar a saúde da população canina, diminuindo problemas causados por traços físicos exagerados das criações modernas, a exemplo do focinho achatado causador de problemas respiratórios. Para se adequarem, alguns criadores estão realizando cruzamentos com outras raças para aumentar o focinho dos cães.
Algumas companhias aéreas recusam o transporte de cães braquicefálicos (cães com focinho achatado), devido ao alto risco de óbito em decorrência de problemas respiratórios — como superaquecimento — que estes cães têm mais tendência a apresentar.